# Lito Vidigal
José Carlos Fernandes Vidigal – detto Lito – (Luanda, 11 luglio 1969) è un allenatore di calcio ed ex calciatore angolano, di ruolo difensore.

## Biografia
Anche i suoi fratelli José Luís, Jorge, António "Toni" e Norberto "Beto" sono stati calciatori.

## Carriera

### Giocatore
Ha disputato 16 incontri con la nazionale angolana, senza mettere a segno reti.

### Allenatore
Ha cominciato la sua carriera nella Pontassolense, dove è rimasto per tre anni; nel 2007-2008 ha trascorso una stagione in Argentina alla guida del Defensores de La Ribera.
Tornato in Portogallo, ha allenato per due brevi periodi Estrela Amadora e Portimonense, prima di passare nel corso della stagione 2009-2010 all'União Leiria. Tra il gennaio 2011 e l'aprile 2012 guida la nazionale dell'Angola.
Nel luglio del 2013 trova l'accordo con i ciprioti dell'AEL Limassol, ma a fine ottobre viene esonerato e sostituito con il bulgaro Petev.